# Liya Kebedeová
Liya Kebedeová (* 3. ledna 1978, Addis Abeba) je topmodelka etiopského původu. Věnuje se módě od roku 2000, v roce 2007 ji časopis Forbes zařadil mezi patnáct nejlépe vydělávajících modelek. Podílela se na kampani WHO za snížení dětské úmrtnosti. Hrála hlavní roli ve filmu Květ pouště podle autobiografie Waris Dirieové. Od roku 2008 provozuje vlastní oděvní značku Lemlem (amharsky Rozkvět).